# Tadmur
Tadmur vagy Tadmor (arabul: تدمر) város Szíria középső részén, a Szír-sivatagban, a Homsz kormányzóságban. A település egy oázis mellett fekszik, nevének jelentése: pálmafa. Lakossága 51 ezer fő volt 2004-ben
A város közvetlen szomszédságában terül el az ókori település, Palmüra (vagy másképp Tadmur/Tádmor) romterülete. Tadmur fő bevételi forrása a szíriai polgárháború előtt a romvárost látogató turisták kiszolgálása volt.

## Fordítás
Ez a szócikk részben vagy egészben  a   Tadmur című angol Wikipédia-szócikk fordításán alapul.  Az eredeti cikk szerkesztőit annak laptörténete sorolja fel. Ez a jelzés csupán a megfogalmazás eredetét és a szerzői jogokat jelzi, nem szolgál a cikkben szereplő információk forrásmegjelöléseként.